# Herb Mikołowa
Herb Mikołowa – jeden z symboli Mikołowa przyjęty 17 września 1996 roku w uchwale rady miejskiej nr XXXII/298/96 o Zatwierdzeniu Statutu Gminy Mikołów.

## Wygląd i symbolika
Herb przedstawia w białym polu herbowym otwarty srebrny hełm turniejowy, zwieńczony wielobarwnym pióropuszem.

## Historia
Pierwszy znany herb pojawił się w XV wieku na pieczęci miejskiej. Pośrodku widać herb z profilu z wysklepioną do przodu przyłbicą, z którego sterczy rajer z piór czaplich. W otokach widniał łaciński napis sigillum civitas mykulow. Wzór został zaczerpnięty z pieczęci książęcych oraz rycerskich i miał przypominać o warownym charakterze miasta. Inna hipoteza wiąże go z legendarnym założycielem Mikołowa – rycerzem Mikułą.
W XVII wieku pojawił nieco zmieniony rysunek – hełm nadal był w profilu, ale był bardziej płaski, a w miejsce pióropusza pojawiły się dwa strusie pióra z dwoma wstążkami. Legenda nadal po łacinie: SIGILLUM CIVITATIS NICOPOLENSIS.
W XIX wieku hełm na pieczęci został ujęty 3/4 w prawo, a na górze sterczało z niego pięć piór. Kołnierz zdobił medalion zawieszony na łańcuchu, natomiast legenda była po niemiecku: SIEGEL DER STADT VERORDNETEN ZU NICOLEI 1809. Pieczęci takiej używano do połowy XIX wieku, choć kancelaria miejska posługiwała się nieco inną, z łacińską sentencją. Inny był tam też herb – z hełmem turniejowym na wprost o otwartej przyłbicy. Wierzchołek zdobiły trzy pióra, a na szyi spoczywał medalion.
W drugiej połowie wieku XIX na pieczęciach hełm ujęty był z profilu ze sterczącą zasłoną, a czasem na wprost z otwartą, jak na pieczęci magistrackiej z 1863. Herb z profilu wraz z piórami przedstawił Otto Hupp w pracy z 1898 – Wappen und Siegel der deutschen Städte, Flecken und Dörfer. Jedna z ostatnich niemieckich pieczęci nie posiada wizerunku z piórami na hełmie i była używana w XX wieku (ostatni dokument stemplowano nim w grudniu 1921). Równolegle stosowano w XX wieku pieczęć policyjną z napisem Polizei Verwaltung Nikolei Kreis Pless – tam widniały cztery pióra, trzy zgięte w lewo, jedno w prawo. Uwierzytelniono nim dokumenty jeszcze w 1922.
Polskie pieczęcie zawierały herb będący kopią z rysunków niemieckich: wprost w polu herb turniejowy z otwartą zasłoną, ozdobiony czterema piórami, z zawieszonym medalionem. Legenda brzmiała: MAGISTRAT MIASTA MIKOŁOWA SL. Oficjalnie jednak herbu nie udało się zatwierdzić przez cały okres międzywojenny. Niektóre źródła podają, że podczas okupacji władze hitlerowskie usunęły herb z mikołowskich pieczęci, a jego miejsce zajęły emblematy III Rzeszy. W rzeczywistości herb pozostawał w użyciu przez cały okres okupacji (całkowicie zniknął m.in. z pieczątek policji), a także w pierwszych latach po zakończeniu II wojny światowej; z pieczęci usunięto go dopiero około roku 1950.
Po II wojnie światowej powrócono do herbu międzywojennego. W 1996 zatwierdzono niemal identyczny z tym z lat 20. i 30. XX wieku. Inne były tylko barwy – w przeszłości w zgodzie z zasadą alternacji przyłbica miała kolor brunatny, a pióra odchylone w herbowe lewo były szarobrunatne, czerwone i zielone (w herbie z 1996 roku – niebieskie, czerwone i żółte).

## Galeria

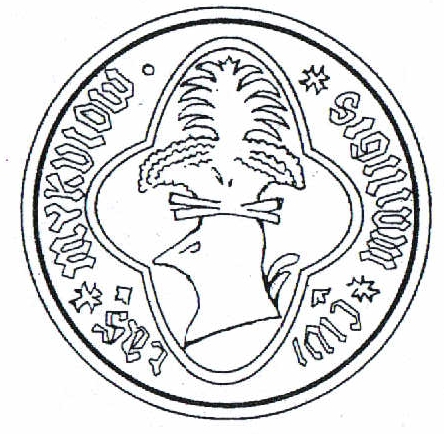
Pieczęć z XV wieku
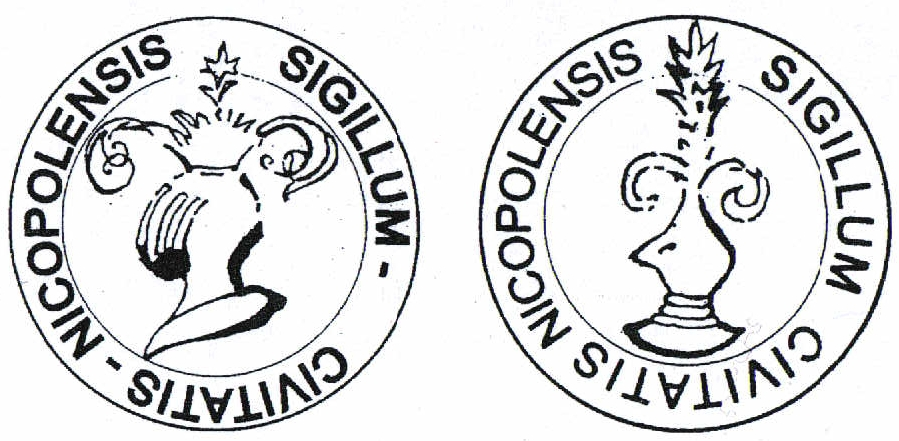
Pieczęcie z XVII i XVIII wieku
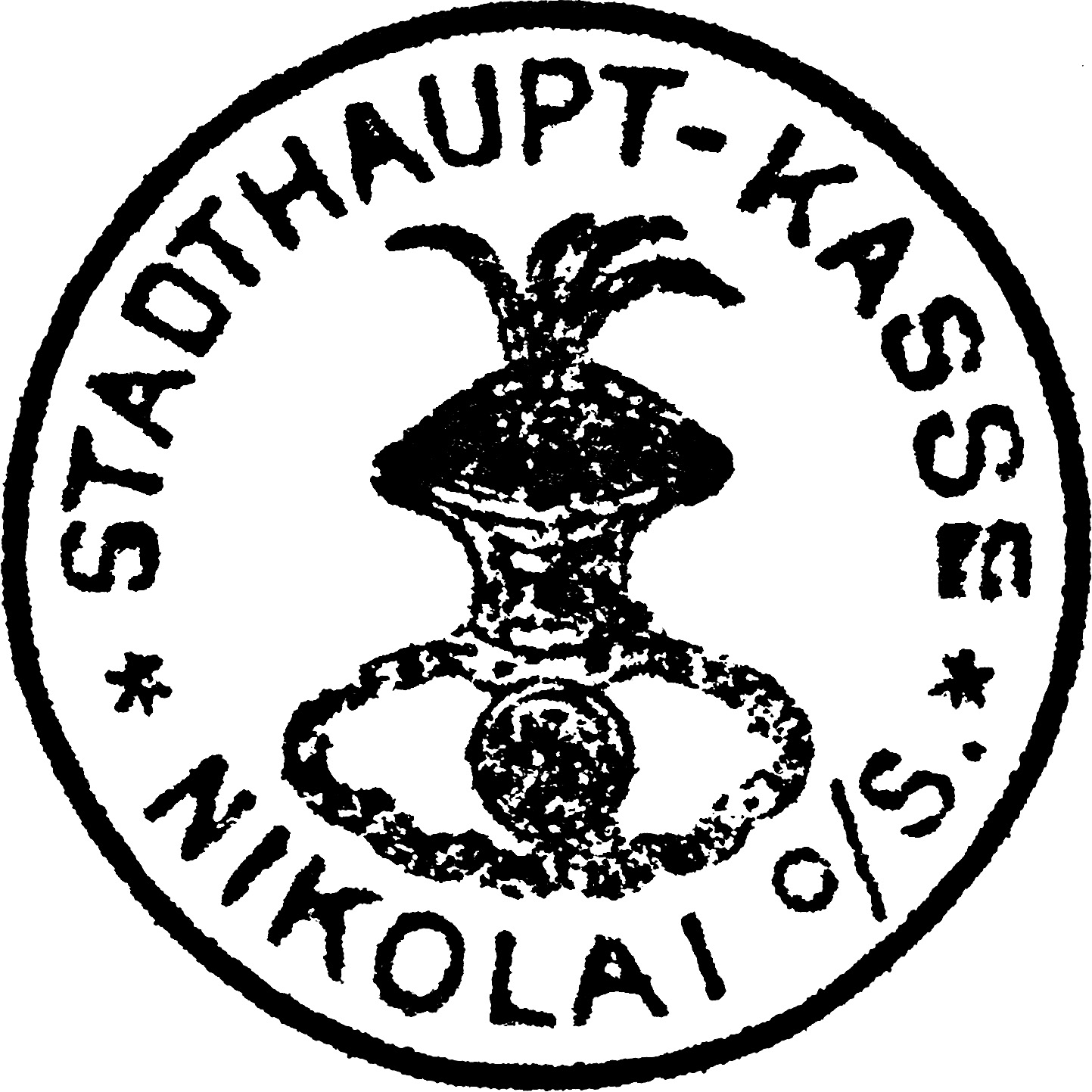
Pieczęć Głównej Kasy Miejskiej z herbem miasta z roku 1940
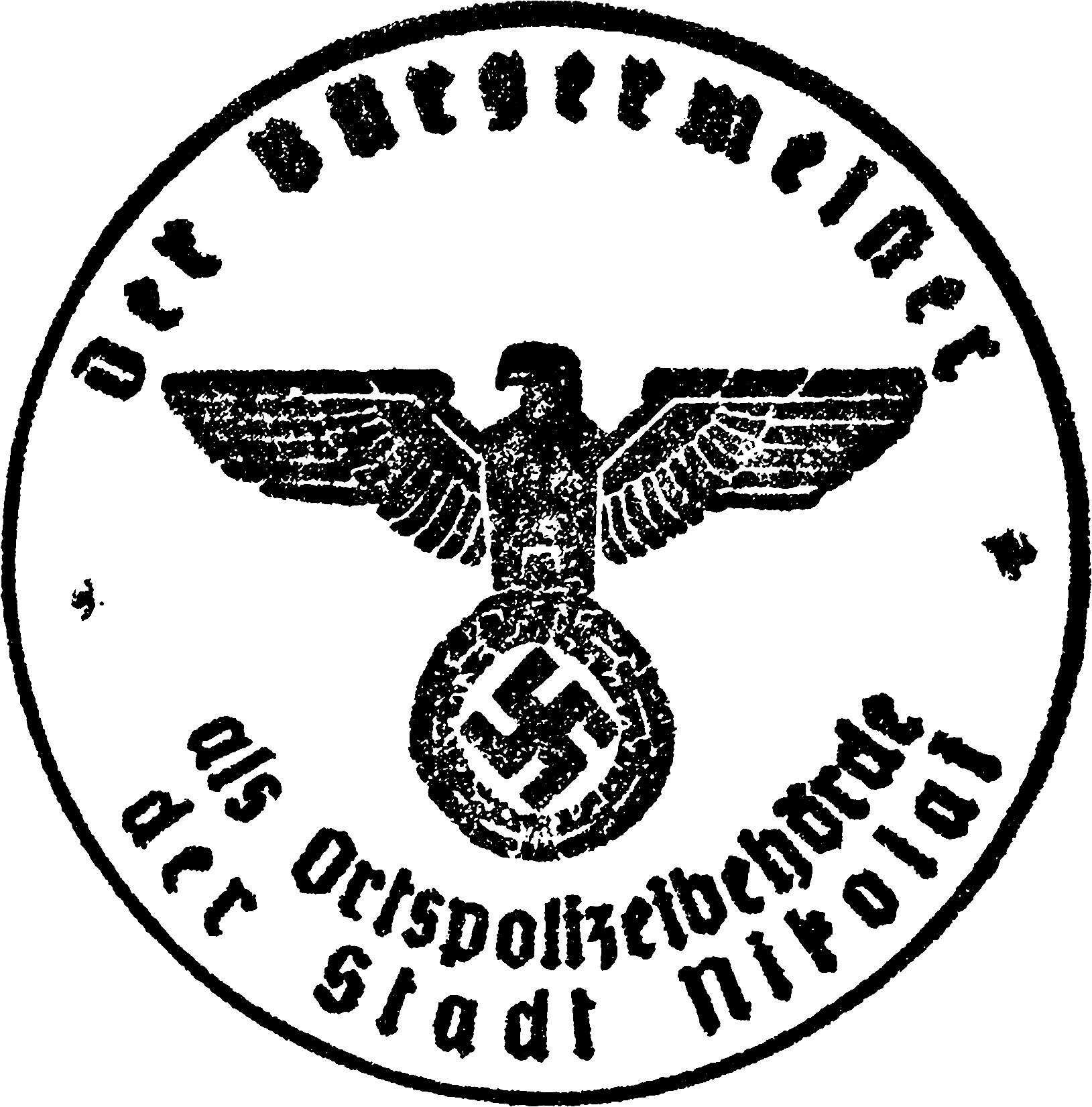
Pieczęć burmistrza z 1940. Występował on tutaj jako zwierzchnik policji, więc herb miasta został zastąpiony przez emblemat III Rzeszy